# Tu, só tu, puro amor
Tu, só tu, puro amor é uma peça de teatro escrita por Machado de Assis e representada pela primeira vez em dez de junho de 1880 no teatro de D. Pedro II, por ocasião do tricentenário do poeta Camões. O título é retirado do primeiro verso da estância 119 do Canto III de Os Lusíadas, que trata do episódio de Inês de Castro. Trata dos amores malfadados de Camões por uma jovem da nobreza.

## Personagens
- Camões, ainda jovem;
- Caminha, poeta da corte, inimigo invejoso de Camões;
- D. Antônio de Lima, nobre, pai de Catarina;
- D. Catarina de Ataíde, jovem por quem Camões está apaixonado, e lhe retribui o sentimento;
- D. Manuel de Portugal, amigo de Camões;
- D. Francisca de Aragão, amiga de Catarina.

## Enredo
Os rumores correm na Corte de que Camões e Catarina estão apaixonados. D. Antônio de Lima, nobre austero, aborrece-se com o falatório. Por artimanha de D. Manuel e D. Francisca, Camões e Catarina conseguem encontrar-se a sós no palácio, e declaram ardente paixão de um pelo outro. Contudo, o poeta Caminha surpreende o casal. Assustada, Catarina revela o encontro secreto ao inimigo de seu amado. Ela faz Caminha prometer que não revelará nada a seu pai, mas ele apenas promete não contar nada espontaneamente, recusando-se a calar caso fosse questionado. D. Antônio realmente indaga a Caminha, que revela tudo. Irritado, o pai de Catarina consegue do rei que Camões seja expulso.